# Чубар
Чубар или чубрица, чубрика (лат. Satureja hortensis) је ароматична, зачинска и лековита биљка из породице уснатица (Lamiaceae).

## Опис
Чубар је једногодишња биљка. Стабљике су гранате од основе, високе до 30 цм. Изданци су при основи мање-више одрвенели. Листови су наспрамни, седећи, уски, кожасти. Ружичасти цветови налазе се у пазуху листова. Чашица звонаста са 5 скоро једнаких зубаца, често љубичаста. Двоусната круница ружичаста, горња усна плитко усечена, доња трорежњевита. Цвета од јула до септембра.

## Станиште
Расте на стеновитим падинама и каменитим обронцима. Гаји се. Лако подивља, зато је на многим локалитетима супспонтана.

## Употреба
Користе се млади листови или вршни део биљке у цвету, ретко етарско уље.
Одсецају се горње половине гранчица пре или за време цветања биљке и суше у танком слоју. Етарско уље се добија дестилацијом надземног дела биљке.

### Лековита својства и примена
Састојци чубрике утичу на лучење у дигестивном тракту и боље варење хране, па смањују стварање гасова и надутост. Етарско уље делује антисептично, па утиче на упалу, аи побољшава искашљавање слузи. Ретко се користи издвојено уље чубра.
У облику чајног напитка примењује се код тегоба у органима за варење, али и код кашља и упала горњих дисајних путева.

### Употреба у кухињи
Листови имају истовремено укус нане и мајчине душице али су су горчи и љући. Традиционалан је зачин за пасуљ и сочиво. Два три листића се могу ставити у салату, сир. Само млади листови се користе свежи, старији су тврди, морају се мало прокувати.